# Ocnaea lugubris
Ocnaea lugubris är en tvåvingeart som beskrevs av Gerstacker 1856. Ocnaea lugubris ingår i släktet Ocnaea och familjen kulflugor. Inga underarter finns listade i Catalogue of Life.